# Новый Сынташ
Новый Сынташ (баш. Яңы Һынташ) — деревня в Благоварском районе Республики Башкортостан Российской Федерации. Входит в состав Кучербаевского сельсовета. 

## География

### Географическое положение
Расстояние до:
- районного центра (Языково): 42 км,
- центра сельсовета (Сынташтамак): 7 км,
- ближайшей ж/д станции (Благовар): 48 км.

## Известные уроженцы
- Горбушина, Нафиса Муллаяновна (р. 20 августа 1923 года) — мастер Уфимской швейной фабрики № 4, Герой Социалистического труда.

## Население
| 2002 | 2009 | 2010 |
| ---- | ---- | ---- |
| 51   | ↘28  | ↗43  |

Согласно переписи 2002 года, преобладающая национальность — башкиры (90 %).